# Deewee
 (avril 2024).
La mise en forme du texte ne suit pas les recommandations de Wikipédia : il faut le « wikifier ».
Les points d'amélioration suivants sont les cas les plus fréquents :
- Les titres sont pré-formatés par le logiciel. Ils ne sont ni en capitales, ni en gras.
- Le texte ne doit pas être écrit en capitales (les noms de famille non plus), ni en gras, ni en italique, ni en « petit »…
- Le gras n'est utilisé que pour surligner le titre de l'article dans l'introduction, une seule fois.
- L'italique est rarement utilisé : mots en langue étrangère, titres d'œuvres, noms de bateaux, etc.
- Les citations ne sont pas en italique mais en corps de texte normal. Elles sont entourées par des guillemets français : « et ».
- Les listes à puces sont à éviter, des paragraphes rédigés étant largement préférés. Les tableaux sont à réserver à la présentation de données structurées (résultats, etc.).
- Les appels de note de bas de page (petits chiffres en exposant, introduits par l'outil «  Source ») sont à placer entre la fin de phrase et le point final[comme ça].
- Les liens internes (vers d'autres articles de Wikipédia) sont à choisir avec parcimonie. Créez des liens vers des articles approfondissant le sujet. Les termes génériques sans rapport avec le sujet sont à éviter, ainsi que les répétitions de liens vers un même terme.
- Les liens externes sont à placer uniquement dans une section « Liens externes », à la fin de l'article. Ces liens sont à choisir avec parcimonie suivant les règles définies. Si un lien sert de source à l'article, son insertion dans le texte est à faire par les notes de bas de page.
- La présentation des références doit suivre les conventions bibliographiques. Il est recommandé d'utiliser les modèles {{Ouvrage}}, {{Chapitre}}, {{Article}}, {{Lien web}} et/ou {{Bibliographie}}. Le mode d'édition visuel peut mettre en forme automatiquement les références.
- Insérer une infobox (cadre d'informations à droite) n'est pas obligatoire pour parachever la mise en page.

Pour une aide détaillée, merci de consulter Aide:Wikification.
Si vous pensez que ces points ont été résolus, vous pouvez retirer ce bandeau et améliorer la mise en forme d'un autre article.
DEEWEE est un label belge fondé en 2015 par David et Stephen Dewaele du groupe Soulwax. Le label opère depuis leur studio à Gand (Belgique) que les frères Dewaele surnomment DEEWEE 001, en le désignant comme le premier article de leur catalogue. Le bâtiment a été conçu pour les Dewaeles par l'architecte belge Glenn Sestig. et abrite le studio d'enregistrement où toutes les sorties du label sont écrites, enregistrées ou mixées.

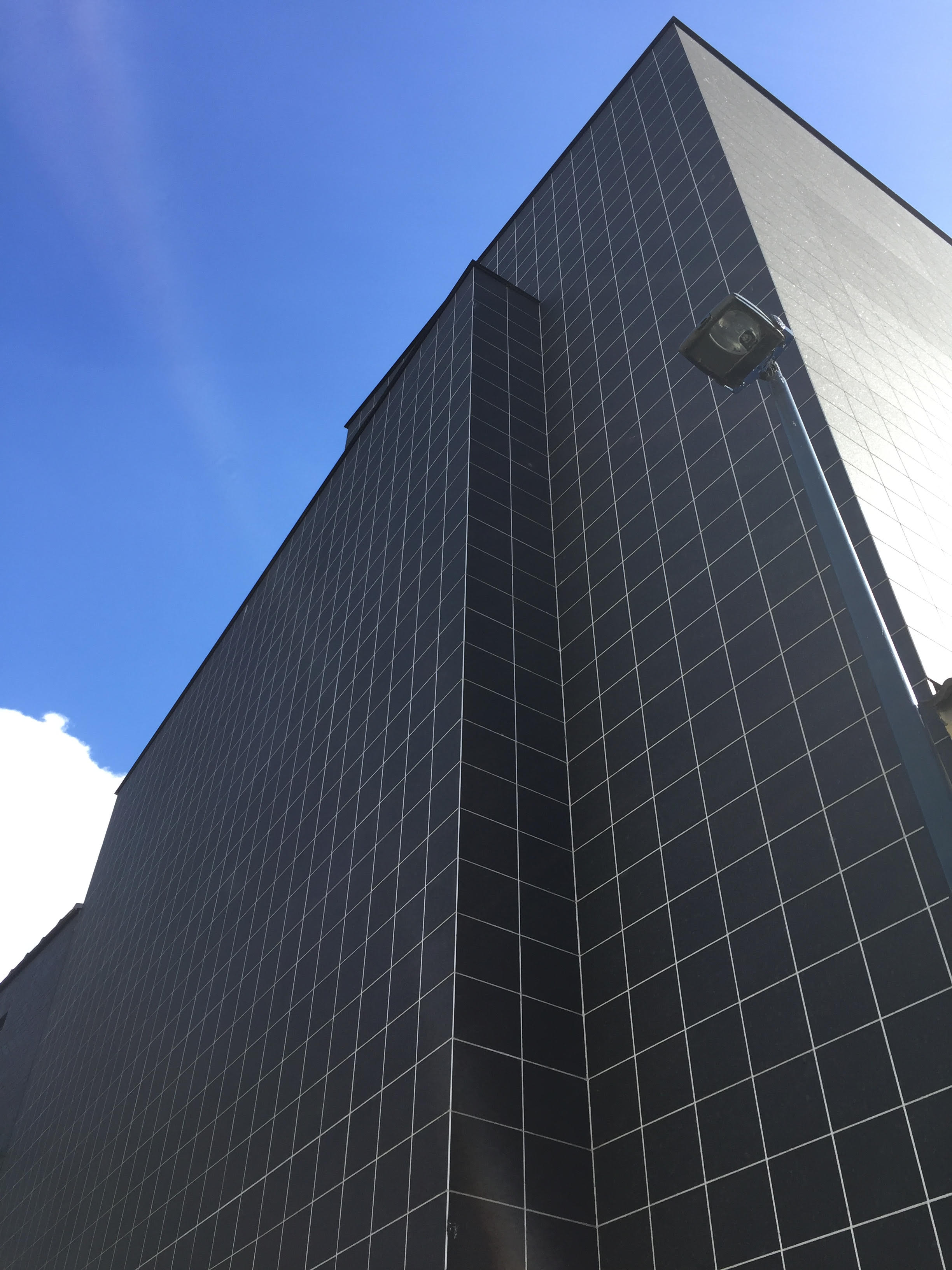
DEEWEE 001, le bâtiment qui abrite le studio d'enregistrement DEEWEE et est considéré comme le premier élément du catalogue du label.

Les frères Dewaele ont conçu leur label en réaction à la tendance des artistes de musique électronique collaborant à distance via le transfert de fichiers et se réunissant rarement pour travailler ensemble au même endroit.
En septembre 2015, les frères ont sorti la première œuvre du label : le single "Three/Two" du projet Klanken. Le label a initialement publié de la musique de nouveaux jeunes artistes, jusqu'en 2017, lorsque Soulwax a également commencé à y publier sa propre musique. Leur album de 2017 « From DEEWEE » était basé sur la tournée live « Transient Program For Drums and Machinery » et a été enregistré en direct en une seule prise. Il a remporté le prix de l'album de l'année lors de l'édition 2017 des Music Industry Awards. Le duo a continué ses expérimentations sur le label, avec un album entièrement réalisé avec les sons du légendaire synthétiseur EMS Synthi 100  et une chaîne de télévision en ligne, nommée DEEWEE TEEVEE.
En mai 2021, le label a célébré son 50e travail avec un album de compilation intitulé DEEWEE Foundations.

## Artistes
- 2manydjs
- Asa Moto
- Bolis Pupul
- Charlotte Adigéry
- Die Verboten
- Each Other (Max Pask et Justin Strauss) [10]
- Crédit supplémentaire (Marcus Marr, Joe Goddard et Justin Strauss) [11]
- EMS Synthi 100
- Future Sound of Antwerp
- James Righton
- Klanken
- Laila Sakini
- Laima Leyton
- Movulango [12]
- Natacha Pirard
- Philippi et Rodrigo
- Philippi
- Soulwax
- Sworn Virgins

## Discographie

### Albums
- DEEWEE 003 : Die Verboten – "2007" (2015)
- DEEWEE 022 : Soulwax – "From Deewee" (2017)
- DEEWEE 027 : Soulwax – "Essential" (2018)
- DEEWEE 031 : Laima – "Home" (2019)
- DEEWEE 032 : Phillippi et Rodrigo – "Paciencia" (2019)
- DEEWEE 034 : EMS Synthi 100 – "Deewee Sessions vol.01" (2020)
- DEEWEE 036 : James Righton – "The Performer" (2020)
- DEEWEE 055 : Charlotte Adigéry et Bolis Pupul – "Topical Dancer" (2022)
- DEEWEE 057 : Natasha Pirard - "Dream Cycles" (2024)
- DEEWEE 074 : Bolis Pupul – " Lettre to Yu " (2024)

### Singles
- DEEWEE 002 : Klanken - "Drie / Twee" (2015)
- DEEWEE 004 : Emmanuelle - "Free Hifi Internet" (2015)
- DEEWEE 010 : Philiipi & Rodrigo - "Karma / Gueto De Gent" (2016)
- DEEWEE 011 : Asa Moto - "Stay Awake / Wanowan Efem" (2016)
- DEEWEE 012 : Laila - "The Other Me" (2016)
- DEEWEE 014 : Bolis Pupul - "Moon Theme / Sun Theme" (2016)
- DEEWEE 015 : Emmanuelle - "L'Uomo D'Affari / Italove" (2016)
- DEEWEE 016 : Soulwax Feat. Chloë Sévigny - "Heaven Scent" (2016)
- DEEWEE 017 : Phillipi et Rodrigo - "Mantra / New Beach" (2016)
- DEEWEE 018 : Future Sound Of Antwerp - "Tom Cruise, Scientologist" (2016)
- DEEWEE 019 : Soulwax - "Transient Program For Drums And Machinery (2016)
- DEEWEE 020 : Bolis Pupul - "Wèi / Teknow" (2017)
- DEEWEE 021 : Charlotte Adigéry - "Charlotte Adigéry" (2017)
- DEEWEE 023 : Asa Moto - "Asa Moto" (2017)
- DEEWEE 024 : Klanken - "Vier / Vijf" (2017)
- DEEWEE 025 : Soulwax - "Close To Paradise" (2017)
- DEEWEE 026 : Soulwax - "Is It Always Binary (DEEWEEDUB)" (2017)
- DEEWEE 028: Sworn Virgins - "Fifty Dollar Bills" (2018)
- DEEWEE 029 : Charlotte Adigéry - "Zandoli" (2019)
- DEEWEE 030 : Asa Moto - "Playtime" (2018)
- DEEWEE 033 : Phillipi & Rodrigo - "Paciencia (Single)" (2018)
- DEEWEE 035 : Sworn Virgins - "Lazer Beam" (2019)
- DEEWEE 037 : Laima - "Disco Pregnancy" (2020)
- DEEWEE 039 : Phillipi - "Amadurecimento" (2019)
- DEEWEE 040: Each Other - "Be Nice To Each Other" (2020)
- DEEWEE 043: Extra Credit - "It's Over" (2021)

### Compilations
- DEEWEE 050 : "Fondations" (2021)

### Autres formats
- DEEWEE 005 : "Untold Eivissa" (2015) - Interviews du promoteur du club d'Ibiza, Faruk Gandji.
- DEEWEE 006 : "Untold Eivissa" (2015) - T-shirt noir [13]
- DEEWEE 007 : "Untold Eivissa" (2015) - T-shirt blanc [14]
- DEEWEE 008 : "Untold Eivissa" (2015) - Sac fourre-tout noir [15]
- DEEWEE 009 : "Untold Eivissa" (2015) - Sac fourre-tout blanc [16]
- DEEWEE 038 : Charlotte Adigéry - "Yin-Yang Self-Meditation"— Cassette de méditation.